# Autosurf
Autosurf  nebo také autohits je reklamní systém pro řízené prohlížení internetových stránek sloužící ke zvýšení návštěvnosti stránek, které automaticky rotují ve webovém prohlížeči. Autosurfy jsou schopny přinést velké množství zobrazení inzerovaným stránkám[zdroj⁠?!]. Registrovaní uživatelé autosurfů získávají kredity za prohlížení (surfování) inzerovaných stránek ostatních uživatelů a tyto kredity pak využívají k propagaci vlastních stránek – přidáním do autosurf rotace. Rotující stránky v Autosurf systémech mohou být navíc doplněny o externí inzeráty a reklamy, které zaplatí provoz autosurfu. Některé české a zahraniční autosurfy jsou doplněny o soutěže a burzy kreditů, katalogy inzerovaných stránek, cílené surfování stránek podle kategorií, hodnocení stránek atd. Jednotlivé autosurf reklamní systémy se liší zejména časem, po který je stránka v rotátoru prohlížena (doba se pohybuje v desítkách sekund), poměrem získaných/použitých kreditů a v neposlední řadě otevřeného či uzavřeného (nutnost přihlášení k účtu) surfování. 

## Kritika
Nevýhodou je účast především webmasterů a majitelů stránek, tudíž reklamní potenciál je využitelný především na tuto klientskou kategorii. Další hodně diskutovanou[zdroj⁠?!] nevýhodou autosurf reklamních systémů je to, že velké množství uživatelů pouze surfuje za účelem zisku kreditu, ale zobrazované stránky vůbec neprohlíží. Vzhledem k tomu, že tato propagace stránek je schopna s sebou přinést obrovský nárůst návštěvnosti, dochází ke zneužití autosurfů ze strany uživatelů[zdroj⁠?!], kteří autosurfy kombinují s jinými reklamními systémy a narušují jim tak statistiky reálného zobrazení.  
Velmi často lidé diskutují o skutečné efektivnosti této propagace webových stránek.[kdo?] Lze se setkat s termínem jako „umělá návštěvnost“, což je samozřejmě nesmysl. Žádný robot si neprohlíží webové stránky a nezvyšuje návštěvnost. Zatím neexistuje žádná studie, která by ukázala skutečný efekt této reklamy.  